# Solmser Straße
Die von Braunfels nach Kronberg im Taunus verlaufende Solmser Straße ist eine Ferienstraße in Mittelhessen.
Sie führt hauptsächlich durch (kunst-)historisch wichtige Orte in den ehemaligen Grafschaften und Fürstentümer des Hauses Solms. Sie beginnt am Nordrand des Taunus, führt über das Gladenbacher Bergland, das Hüttenberger Land und die Wetterau zum Westrand des Vogelsberges, und endet schließlich im Vordertaunus. Die Länge der Straße beträgt etwa 210 km.

## Streckenverlauf
Braunfels – Solms – Leun – Greifenstein – Herborn – Niederweidbach – Hohensolms – Wetzlar – Butzbach – Münzenberg – Lich – Laubach – Hungen – Friedberg – Assenheim – Bad Vilbel – Kronberg im Taunus

## Sehenswürdigkeiten
Neben einer reizvollen Landschaft und schönen Wanderwegen locken Sehenswürdigkeiten wie beispielsweise das Braunfelser Schloss, die Burg Greifenstein mit dem Deutschen Glockenmuseum, die historischen Altstädte in Herborn und Wetzlar, sowie das Zisterzienserkloster Arnsburg in Lich.